# 43283 Robinbock
43283 Robinbock è un asteroide della fascia principale. Scoperto nel 2000, presenta un'orbita caratterizzata da un semiasse maggiore pari a 2,6934898 au e da un'eccentricità di 0,2670445, inclinata di 13,57282° rispetto all'eclittica.